# Clan MacLaren
Pour les articles homonymes, voir MacLaren.
Le clan MacLaren (Clann mhic Labhrainn en gaélique) est un clan écossais des Highlands.

## L'histoire du Clan

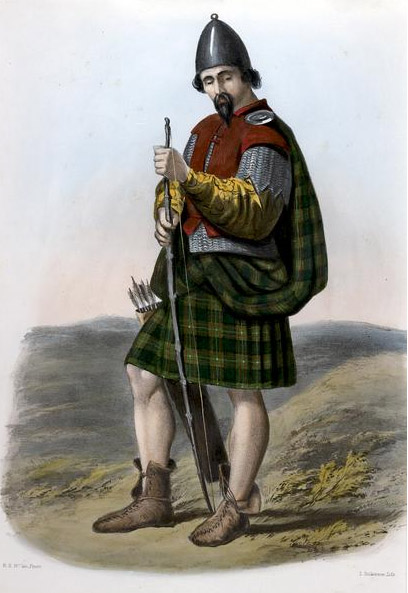
Membre du clan MacLaren
idéalisé par R. R. McIan dans
Les Clans des Highlands écossais, 1845.

### Ses origines
Si les origines du clan MacLaren sont incertaines, la tradition veut que ses membres soient les descendants du légendaire roi Loarn mac Eirc qui conquit les territoires d’Argyll en 503. Certains prétendent que c’est de ces territoires, situés autour de Firth of Lorn, que viendrait le nom du clan (Lorn, Loarn, Laurin, Lorin, Laren étant prononcés Lawrin en gaélique), mais il n’existe aucune preuve tangible de ce lien. Une théorie plus probable veut que le nom du clan soit le dérivé de celui de l’abbé Laurance (XIIIe siècle), originaire de la région d’Achtow où se situe le Rocher du Sanglier (Creag an Tuirc en gaélique), cri de ralliement du clan.
En 843, Kenneth MacAlpin conquiert les territoires pictes du Sud et transfère le siège du gouvernement écossais à Abernethy, dans le Strathearn, pour y être couronné roi. La tradition veut qu’il fut roi d'Écosse, cependant, dans la mesure où son nom n’apparaît que comme roi des Pictes, la théorie d’une fusion entre les dynasties écossaise et picte est favorisée. L’édit de Scone, signé en 906 et établissant des droits égaux entre les Pictes et les Gaëls, marquerait donc la transition du roi des Pictes au roi d’Alba (Écosse et gaélique). Dans cette optique, le roi aurait réparti les territoires conquis entre ses disciples victorieux et le Clan Laren aurait ainsi hérité des terres de Balquhidder et Strathearn.

### Des guerres d'indépendance aux guerres de clans
Durant les guerres d’indépendance de l’Écosse et les différents conflits qui opposèrent les royaumes d'Écosse et d'Angleterre du XIIIe au XVIe siècle, le clan MacLaren combattît aux côtés des monarques de l'Écosse : 
- Robert the Bruce (bataille de Bannockburn en 1314),
- Jacques III (bataille de Sauchieburn en 1488),
- Jacques IV (bataille de Flodden Field en 1513) et
- Marie Stuart (bataille de Pinkie Cleugh en 1547).

Au cours des XVe et XVIe siècles, le clan MacLaren, profondément guerrier, multiplia les conflits avec ses voisins : le clan MacDougall (1468), le clan MacDonald (1497), le clan Buchanan (1505) ou le clan MacGregor (1558-1604). Il avait cependant établi, par le jeu des mariages, une puissante alliance avec la Maison Stuart, qui lui assura beaucoup de victoires sur ses ennemis. À la fin du XVe siècle, un grand nombre de membres du clan avaient quitté l'Écosse pour s'engager dans l'armée française ou italienne.

### De la guerre de Trente ans à la révolte Jacobite

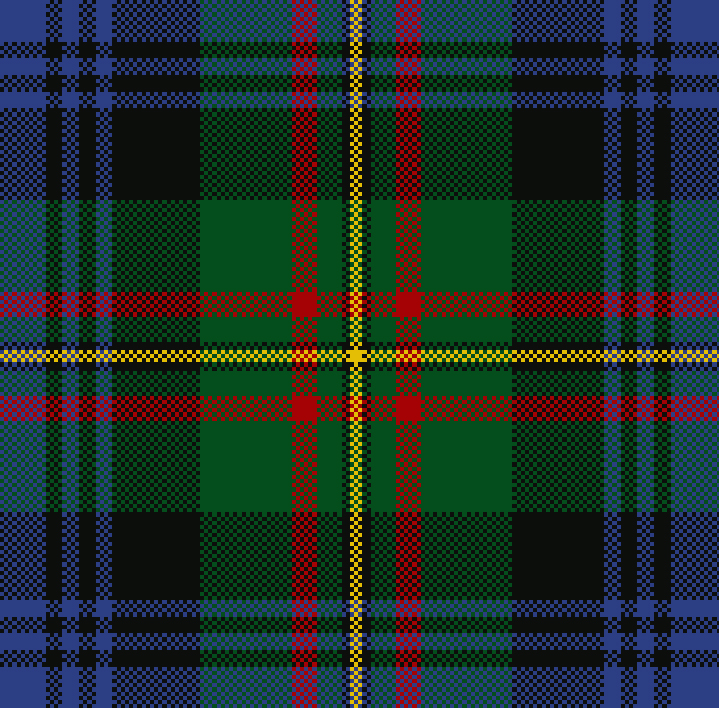
Tartan du clan MacLaren

Bien que réduit en nombre, le clan MacLaren comptait, au début du XVIIe siècle, des branches dans divers pays d'Europe - notamment en Scandinavie - où ses membres s'illustrèrent dans la défense du catholicisme durant la guerre de Trente Ans.
Dans la bataille jacobite pour le trône de Grande-Bretagne, le clan MacLaren resta fidèle à son allié, la Maison Stuart, et participa à l'insurrection jacobite de 1715, menée, depuis la France, par Jacques François Stuart, puis à celle de 1745, menée par son fils, Charles Édouard Stuart et qui valut au chef du clan, Donald MacLaren, d'être exilé jusqu'à son amnistie en 1757.

## Le Clan aujourd'hui

### Chef et siège
L’actuel chef du clan est Sire Donald MacLaren of MacLaren and Achleskine.
Le siège du clan se situe à Balquhidder, dans les Trossachs, mais le point de ralliement du clan reste le Rocher du Sanglier.

### Septs du Clan
Les septs du clan MacLaren sont :
| - Borison - McCrory - Ewart - Faed - McGory - MacGrory - Laurence - Lawrence - Law - Lawson - Lorin - Low - Lowe - Lawrie | - Laurie - Lowery - Lowry - McLaren - MacLaurin - MacLauren - McLauren - McLarin - McCLarin - MacLaran - McLaran - MacLaruan - MacLeran | - MacLaurie - McLaurie - McLorin - Patterson - Paterson - Peterson - McPater - Patrick - MacPatrick - Peterkin - MacRory - MacRuari - Wright |

## Célèbres membres ou descendants du Clan
- Bill McLaren (1923-2010), commentateur sportif écossais.
- Bruce McLaren (1937-1970), pilote de course automobile néo-zélandais et fondateur de l'écurie McLaren.
- Charles Maclaren, éditeur anglais.
- Colin Maclaurin (1698-1746), mathématicien écossais.
- David Laurence MacLaren (1893-1960), homme politique canadien.
- James Maclaren (1818-1892), industriel et homme d'affaires canadien.
- Malcolm McLaren, producteur, acteur et compositeur anglais.
- Murray MacLaren (1861-1942), homme politique canadien.
- Norman MacLaren (1914-1987), cinéaste canadien.
- Ronald D. McLaurin, essayiste et éditeur américain.

## Pour approfondir